# 丁浩 (外交官)
丁浩（？—），曾用名喻孟成，浙江临安人，中华人民共和国政治人物、外交官。1977年，接替孙盛渭担任中华人民共和国驻科威特大使。1980年，由鲁明接任。1981年，担任首位中华人民共和国驻厄瓜多尔大使。1985年，由潘文杰接任。
他是经济学家骆耕漠的胞弟。